# 10967 Billallen
10967 Billallen è un asteroide della fascia principale. Scoperto nel 1971, presenta un'orbita caratterizzata da un semiasse maggiore pari a 2,7674531 UA e da un'eccentricità di 0,3120322, inclinata di 8,99931° rispetto all'eclittica.